# Maarten Bijleveld van Lexmond
Maarten Frank Iman Jacobus Bijleveld van Lexmond, né en 1937 à Groningue, est un biologiste néerlandais, manager, fondateur de la Papiliorama et cofondateur le World Wide Fund for Nature Pays-Bas. De la nature le Papiliorama a fondé avec la collaboration de scientifiques et d'amis à Marin en 1987.

## Biographie
- Études à l’Université de Leyde et à l’Université libre d'Amsterdam
- Début des années 1960, membre fondateur du WWF et secrétaire général pendant 10 ans
- Délégué exécutif de la commission écologique de l’Union internationale pour la conservation de la nature (UICN)
- Depuis 1988 Création du Papiliorama à Marin
- Création de la fondation-sœur internationale pour la survie de la nature tropicale (ITCF)